# Wiśniewko (województwo mazowieckie)
Wiśniewko – wieś sołecka w Polsce położona w województwie mazowieckim, w powiecie mławskim, w gminie Wiśniewo.
W latach 1975–1998 miejscowość należała administracyjnie do województwa ciechanowskiego.
Obok miejscowości przepływa rzeczka Seracz, dopływ Mławki.